# Dennis Kernen
Dennis Kernen (28 de julio de 2000) es un deportista sueco que compite piragüismo en la modalidad de aguas tranquilas. Ganó una medalla de oro en el Campeonato Mundial de Piragüismo de 2021, en la prueba de K2 1000 m.

## Palmarés internacional
| Campeonato Mundial | Campeonato Mundial     | Campeonato Mundial | Campeonato Mundial |
| Año                | Lugar                  | Medalla            | Competición        |
| ------------------ | ---------------------- | ------------------ | ------------------ |
| 2021               | Copenhague (Dinamarca) | Medalla de oro     | K2 1000 m          |